# Bochotnica
Bochotnica è una frazione polacca del distretto di Puławy, nel voivodato di Lublino.
Ricopre una superficie di 20 km² e nel 2010 contava 1.500 abitanti.

## Geografia fisica
La frazione è situata nella Polonia sudorientale e si trova fra Puławy e Lublino, vicino a Kazimierz Dolny, sul fiume Vistola.